# Calamocrinus diomedae
Calamocrinus diomedae is een zeelelie uit de familie Hyocrinidae.
De wetenschappelijke naam van de soort werd in 1890 gepubliceerd door Alexander Agassiz.